# Laguna del Mort
La laguna del Mort è una laguna con acqua marina, posta nel Veneto, lungo la costa dell'Alto Adriatico settentrionale, a nord-est della laguna di Venezia. Profonda in media mezzo metro circa, con la massima profondità che non supera i 2 m, è contigua all'ultimo braccio della foce del Piave e vede correre al suo asse il confine fra i rivieraschi comuni di Jesolo ed Eraclea.

## Storia
Fino al 5 ottobre 1935 la laguna del Mort non era altro che l'ultimo tratto del fiume e la sua foce. All'epoca il Piave correva perpendicolare alla linea di costa fino a poche centinaia di metri dal mare Adriatico. Giunto in prossimità della località di Cortellazzo, il fiume svoltava a gomito alla propria sinistra e correva ortogonale alla propria provenienza per circa 3 km, a quel punto si gettava nell'Adriatico.

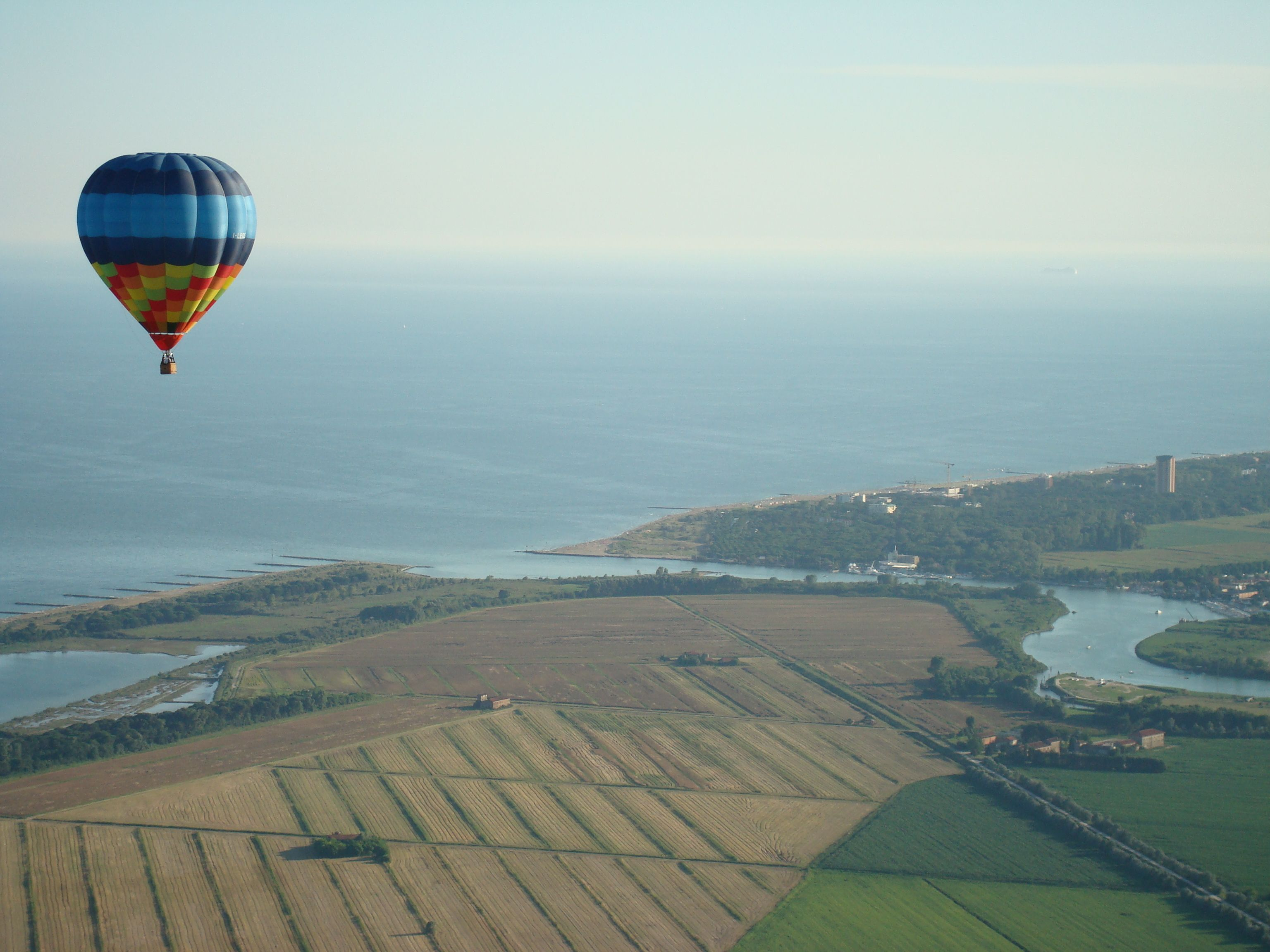
Foce del Piave

Quel giorno, al culmine di una particolare piena, il Piave ruppe l'argine destro proprio nel punto in cui curvava verso nord-est e si buttò immediatamente in mare abbandonando il vecchio alveo ed occludendo con il riporto di sabbia e fanghi il collegamento fra questo e il fiume medesimo. Tale ultimo stralcio del Piave divenne perciò privo di immissari d'acqua dolce e venne colmato solo dalla risalente marea.
Col tempo il ramo morto delle foci del Piave si è parzialmente interrato divenendo l'habitat naturale di centinaia di uccelli marini e lagunari.

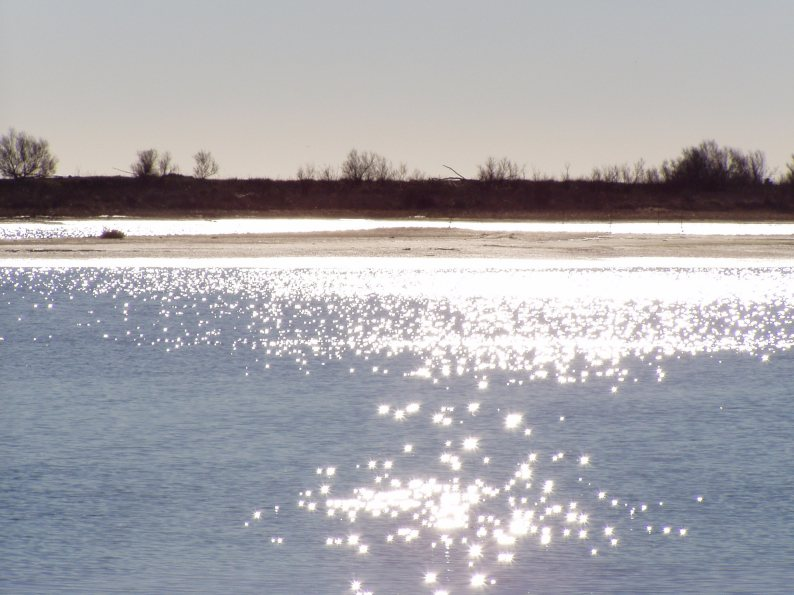
La laguna del Mort

Questo contesto peculiare è stato anche favorito dalla particolare condizione di isolamento che vede il territorio circostante la laguna restare isolato dalle campagne circostanti in quanto delimitato da tre corsi d'acqua: il fiume Piave a sud ovest, il Livenza a nord est e il canale navigabile Revedoli a ovest. La laguna ed il mare coprono il lato sud est.

## Descrizione
La "laguna" si è rimpicciolita con il passare degli anni e, così, è anche arretrata l'originaria foce del fiume. Il ramo morto del Piave oggi esce in mare dirimpetto alla località turistica di Eraclea Mare, proprio di fronte al porticciolo turistico. Eraclea Mare è, infatti, la più comoda base di partenza per esplorare e conoscere la zona del Mort poiché essa è posta, lungo la costa veneziana, sulla riva orientale del Piave e da quest'ultimo è completamente isolata dal Comune di Jesolo: l'accesso diretto dal territorio jesolano avviene, infatti, solamente attraversando in barca il fiume.
Il progressivo interramento dello specchio acqueo permette di attraversare l'imboccatura del Mort con la bassa marea e visitare la sponda sud est posta nel comune di Jesolo. Il lato nord ovest della laguna, chiamato Valle Ossi, ricade invece per intero nel comune di Eraclea ed è ricoperto da una pineta ancora priva di insediamenti turistici e incontaminata. È stata recentemente oggetto di un tentativo di grossa speculazione edilizia, scongiurato sia dall'istituzione del naturismo, che successivamente da un'inchiesta penale che ha visto coinvolti politici locali.

## Flora e fauna
L'area della laguna ha una superficie approssimativa di 125 ettari e, con le circostanti sponde argilloso sabbiose (dune costiere, dossi e pineta marittima), è popolata da una fauna ed una flora peculiari delle zone umide rivierasche.

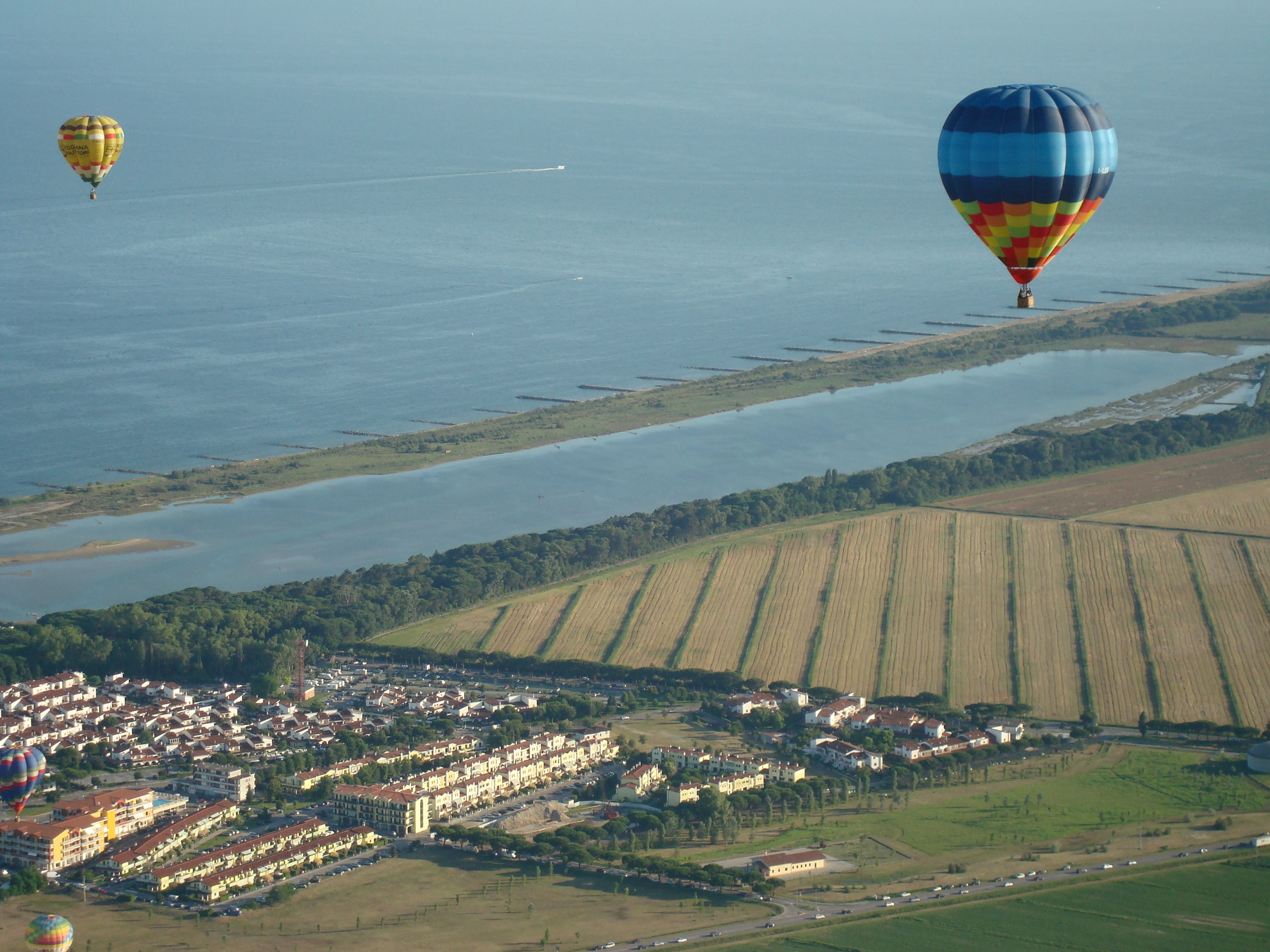
La laguna del Mort

La flora sommersa è prevalentemente rappresentata da Zostera marina e da diverse specie di alghe.
La parte terminale dello specchio acqueo, orientata a sud ovest, presenta tratti di vegetazione a Phragmites australis e Juncus, mentre le zone appena più lontane dalla laguna, in quello che è l'ex alveo del fiume, ospitano specie più legate ad ambienti alofili e secchi, quali Salicornia, Agropyron, Eryngium maritimum.

Nella vegetazione delle dune costiere, oltre ad un impianto artificiale di Pinus e Juniperus, si trovano, soprattutto nella parte più esposta al mare, Cakile maritima e Ammophila arenaria.

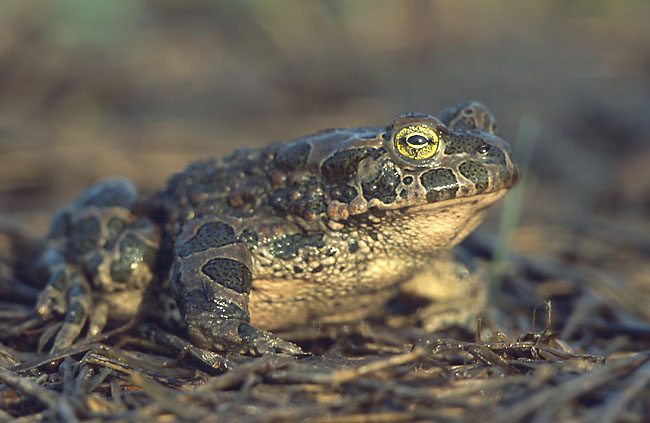
Rospo smeraldino

Nella medesima zona sono presenti la lepre indigena (Lepus europaeus), introdotta ad uso venatorio nella contigua riserva di Valle Ossi, la donnola (Mustela nivalis) e altri piccoli mammiferi come roditori e insettivori.

Ivi sono anche presenti anfibi e rettili come il rospo smeraldino (Bufotes viridis), il Ramarro (Lacerta viridis), il colubro liscio (Coronella austriaca), la biscia d'acqua (Natrix Natrix), il Biacco (Coluber viridiflavus).
Raramente è stata avvistata la vipera (Vipera aspis).
L'intera zona umida è tappa di numerose specie di uccelli in migrazione.

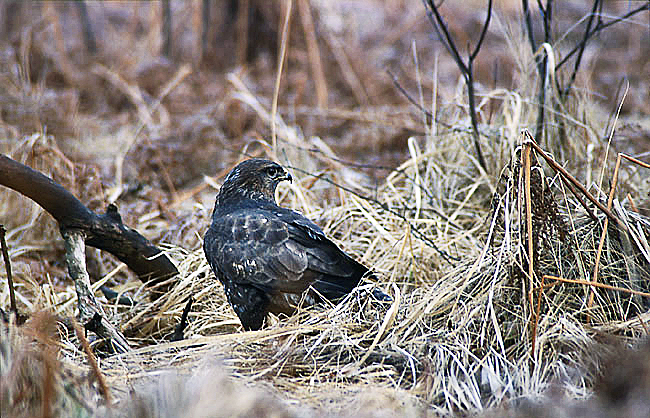
Poiana comune

È infatti punto di sosta per varie specie di Anseriformi come il Germano Reale (Anas platyrhynchos), l'Alzavola (Anas crecca), la Marzaiola (Anas querquedula), il Codone, il Fischione (Anas penelope), il Moriglione (Aythya ferina).

Si possono trovare inoltre strolaghe, svassi e molti caradriformi.
È sede di nidificazione del Fratino (Charadrius alexandrinus), dell'Usignolo di fiume (Cettia cetti), del Beccamoschino (Cisticola juncidis).

Saltuariamente vi sostano anche Ardeidi come l'Airone cenerino (Ardea cinerea), l'Airone rosso (Ardea purpurea), la Garzetta (Egretta garzetta) e Falconiformi come la Poiana (Buteo buteo) e il Falco pecchiaiolo (Pernis apivorus).

## Riconoscimenti
Nel 2003, la penisola che separa la laguna del Mort dal mare, unitamente al suo arenile, è stata dichiarata da Legambiente una delle 11 più belle spiagge d'Italia.
La laguna del Mort, unitamente alla pineta marittima di Eracleamare, sono state definite "Sito di Interesse Comunitario", spesso indicate con l'acronimo SIC.
Sono state proposte tramite deliberazione di Giunta regionale n. 2673 del 6 agosto 2004 avente ad oggetto "Direttiva 79/409/CEE, Direttiva 92/43/CEE, D.P.R. 8 settembre 1997, n. 357 Ricognizione e revisione dei Siti di Importanza Comunitaria e delle Zone di Protezione Speciale con riferimento alla tutela delle specie faunistiche segnalate dalla Commissione europea" e pubblicata nel Bollettino Ufficiale Regionale n. 97 del 28 settembre 2004.
Il 17 maggio 2007 la spiaggia di Eracleamare e della laguna del Mort ha ricevuto dalla Foundation for Environmental Education (FEE) il riconoscimento della "Bandiera blu" per la qualità del mare antistante; ciò in quanto soddisfa criteri di qualità relativi a parametri delle acque di balneazione, al servizio offerto e alla pulizia delle spiagge.

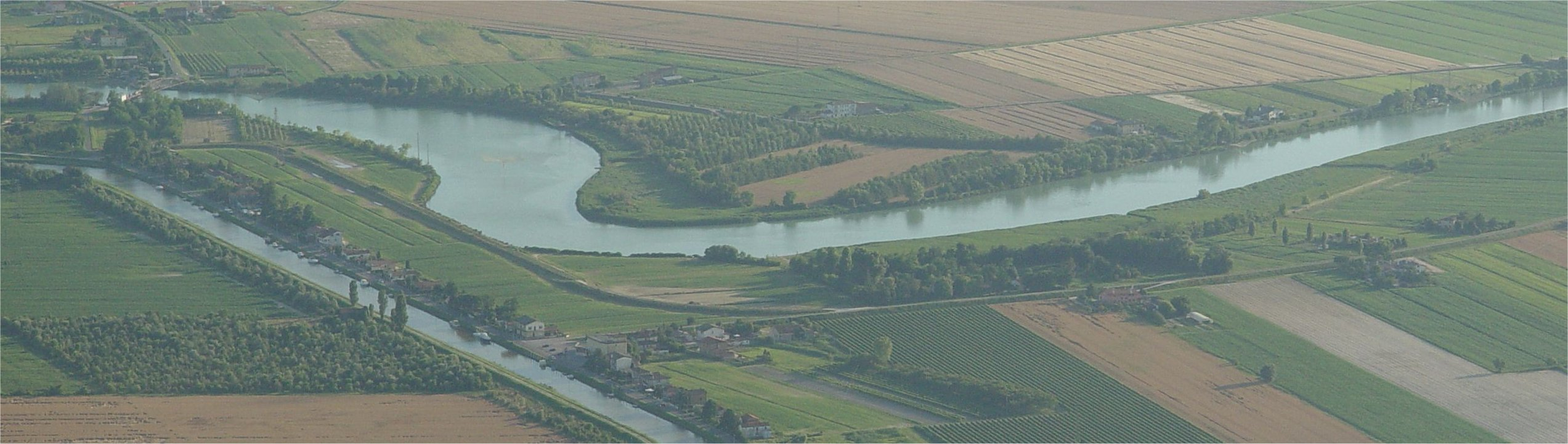
Piave e Revedoli

Alla fine di giugno 2007, la famosa Goletta Verde di Legambiente, l'imbarcazione con cui l'associazione ambientalista effettua il monitoraggio sullo stato dei mari e delle coste italiane, ha certificato la qualità della balneazione nell'arenile di Eracleamare e della laguna del Mort. Alla consegna degli attestati Guida Blu 2007 di Legambiente e Touring Club Italiano ai Comuni della costa veneziana, Eraclea ha ricevuto la classificazione "3 VELE" (unica in Veneto): la Guida Blu è infatti il frutto del lavoro di indagine svolto dalla Goletta Verde che valuta la qualità delle acque di balneazione e la vicinanza a luoghi di interesse storico artistico o naturalistico.
Nel numero di agosto 2010 di "Turisti per caso", la rivista di Patrizio Roversi e Syusy Blady, la spiaggia della laguna del Mort è stata inserita nell'elenco delle 30 più belle spiagge d'Italia.
Con una deliberazione del comune di Jesolo una parte di questa spiaggia è divenuta ufficialmente un'area naturista nel maggio 2011 (si tratta della zona più vicina alle foci del fiume Piave).

## Galleria d'immagini

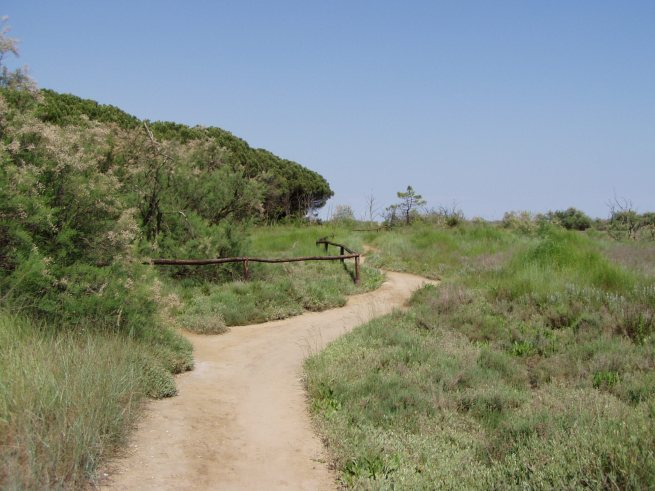
Sentiero fra laguna e pineta
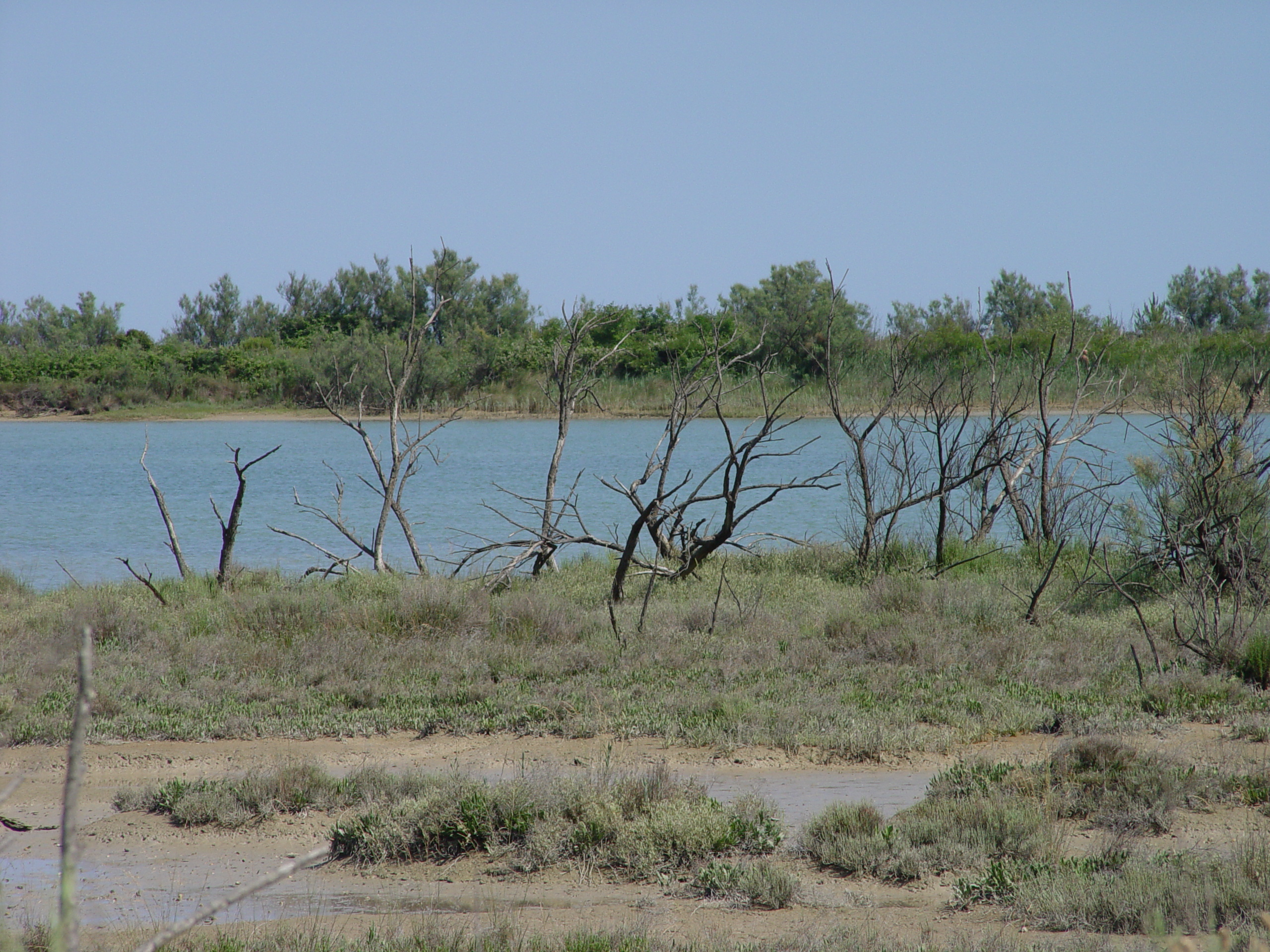
Scorcio della laguna a marzo
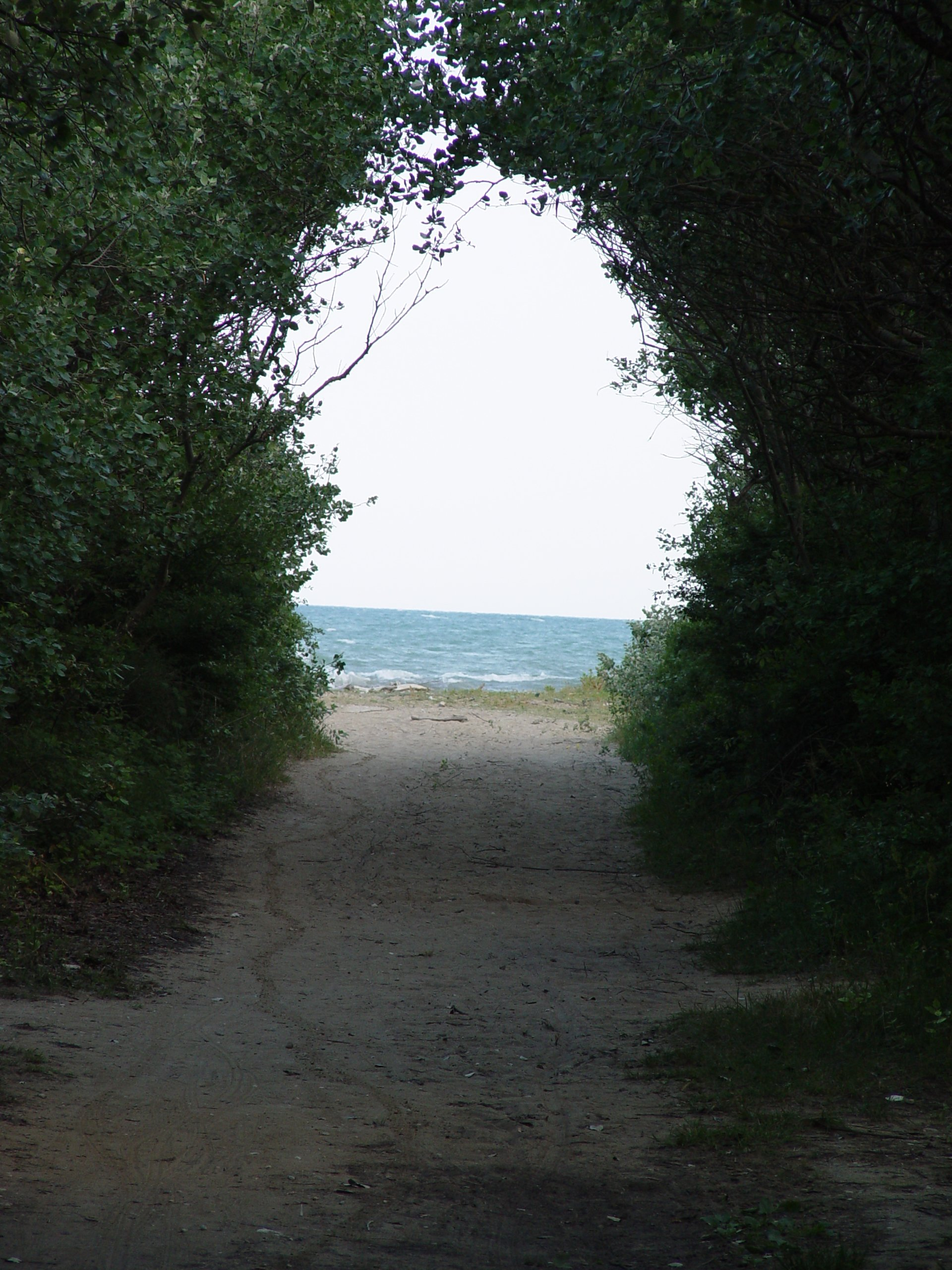
Uscita a mare davanti alla laguna
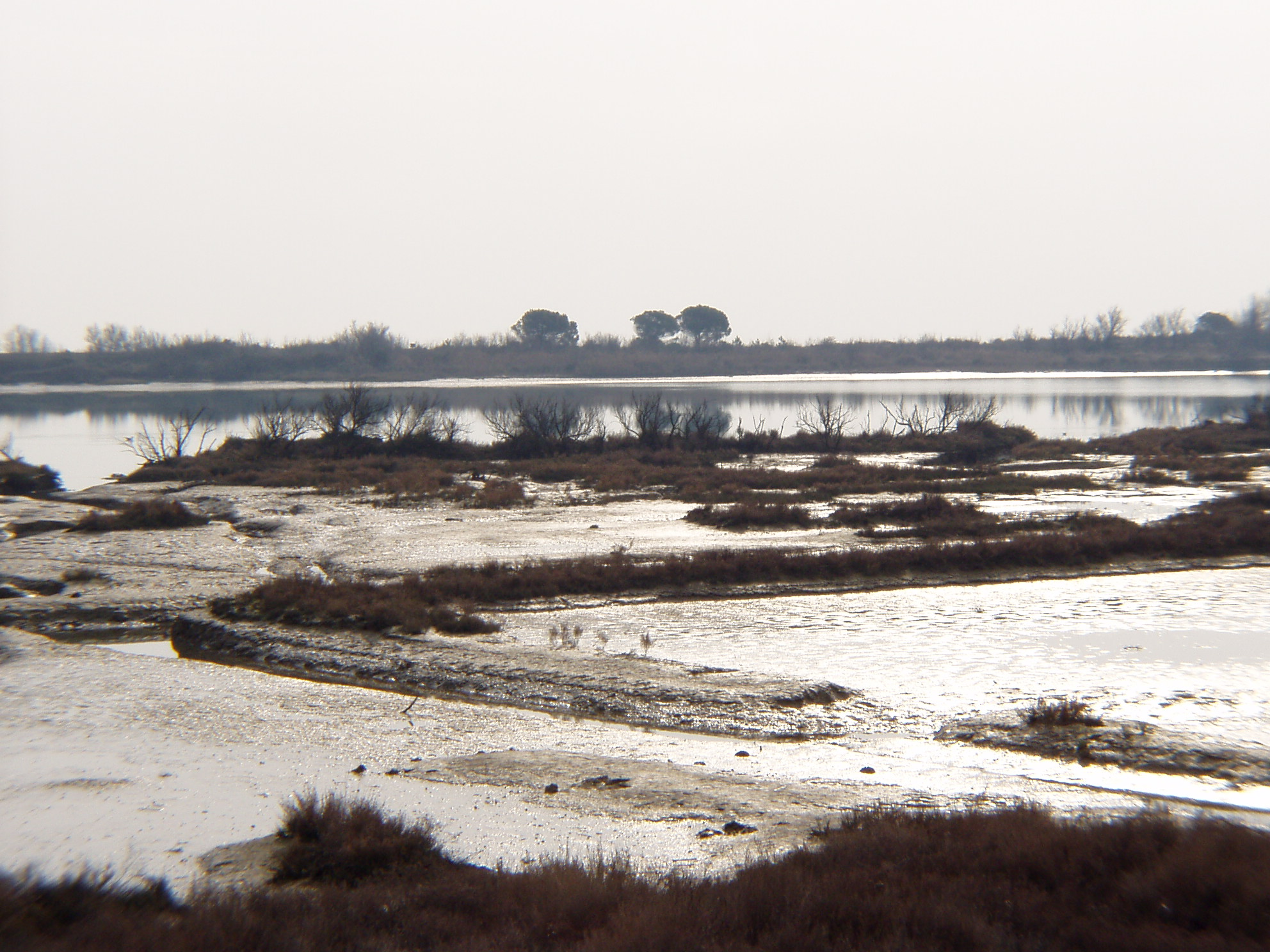
Laguna a febbraio
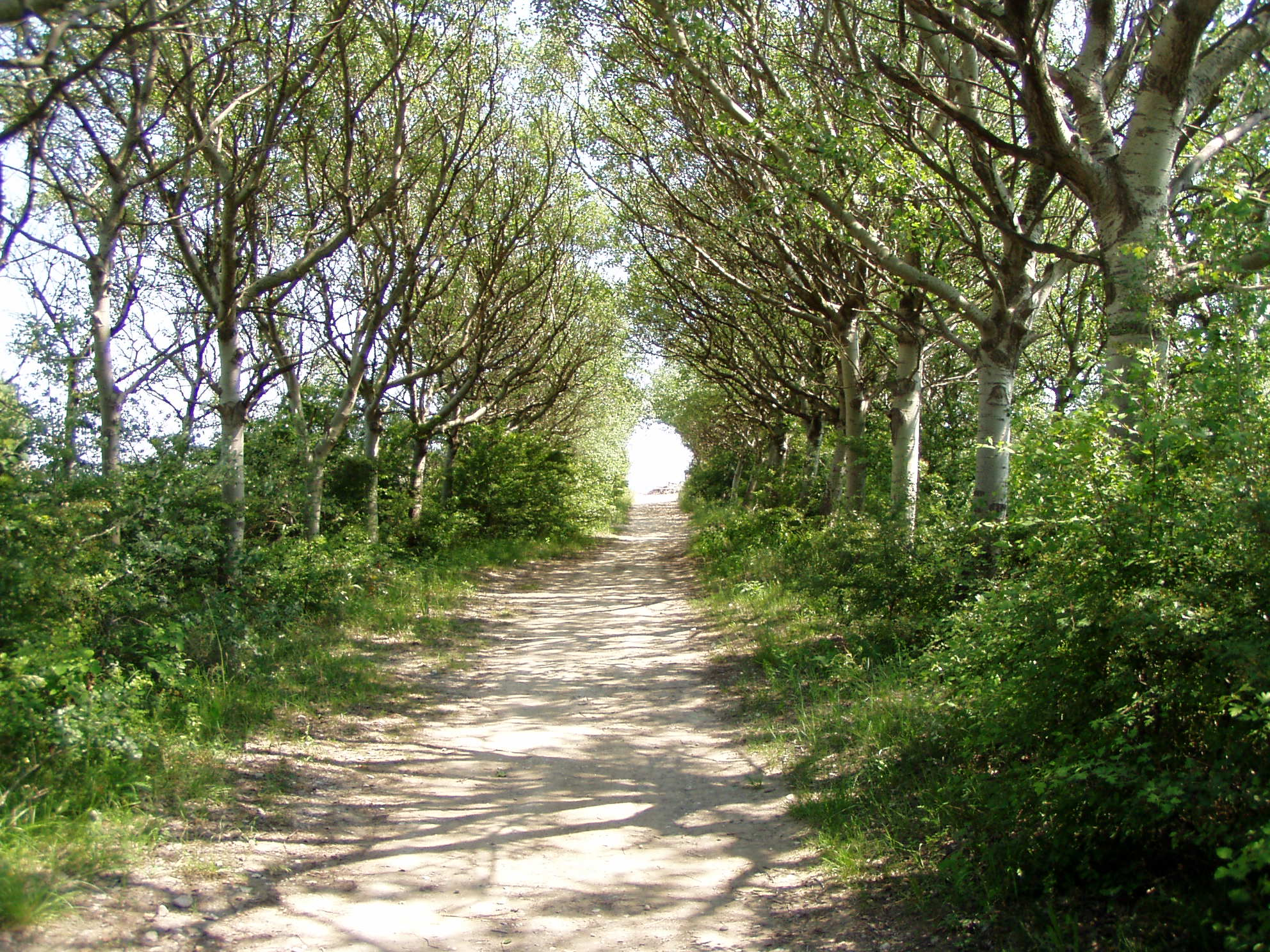
Entrata alla laguna lato Jesolo
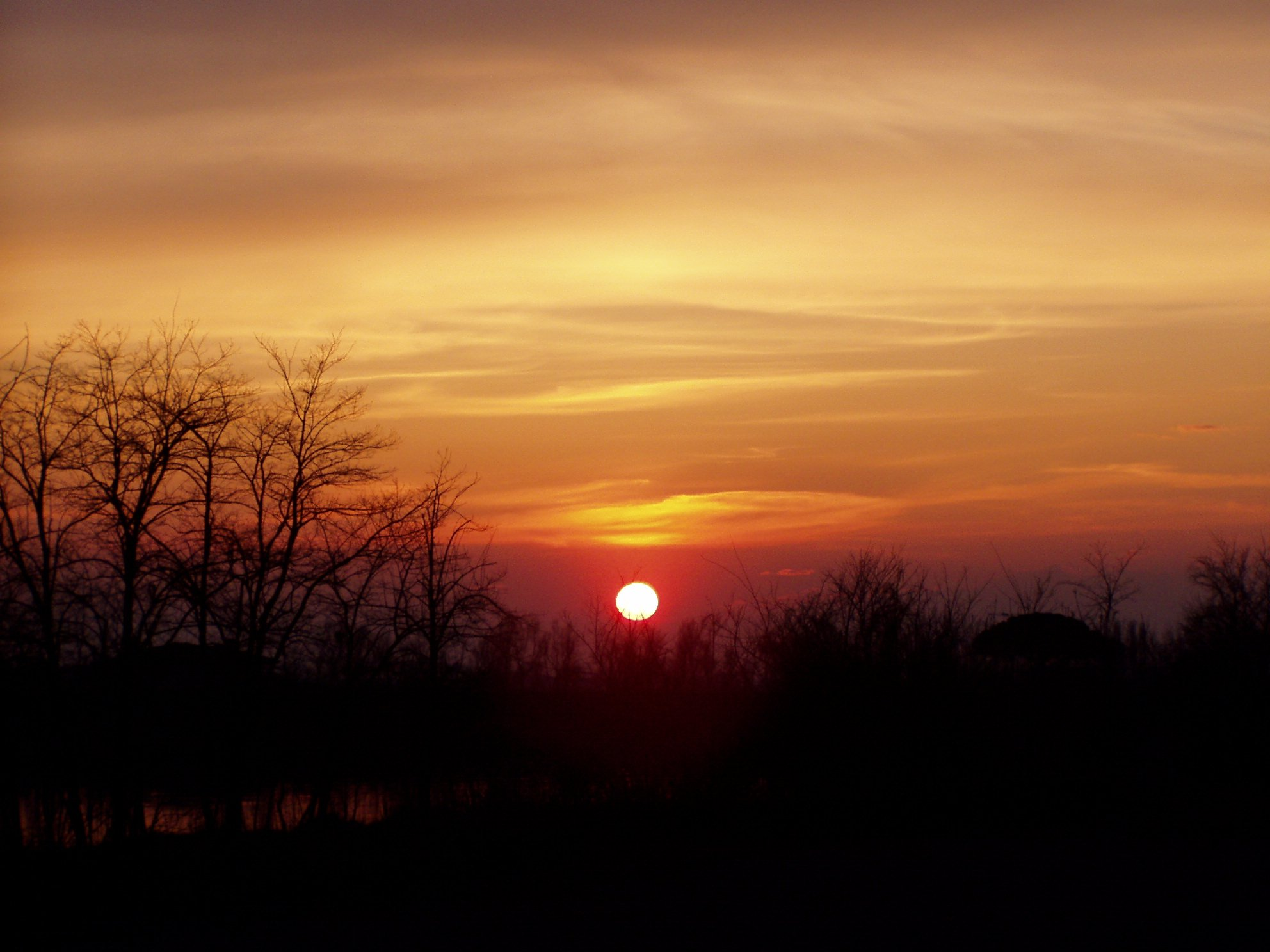
Tramonto in laguna
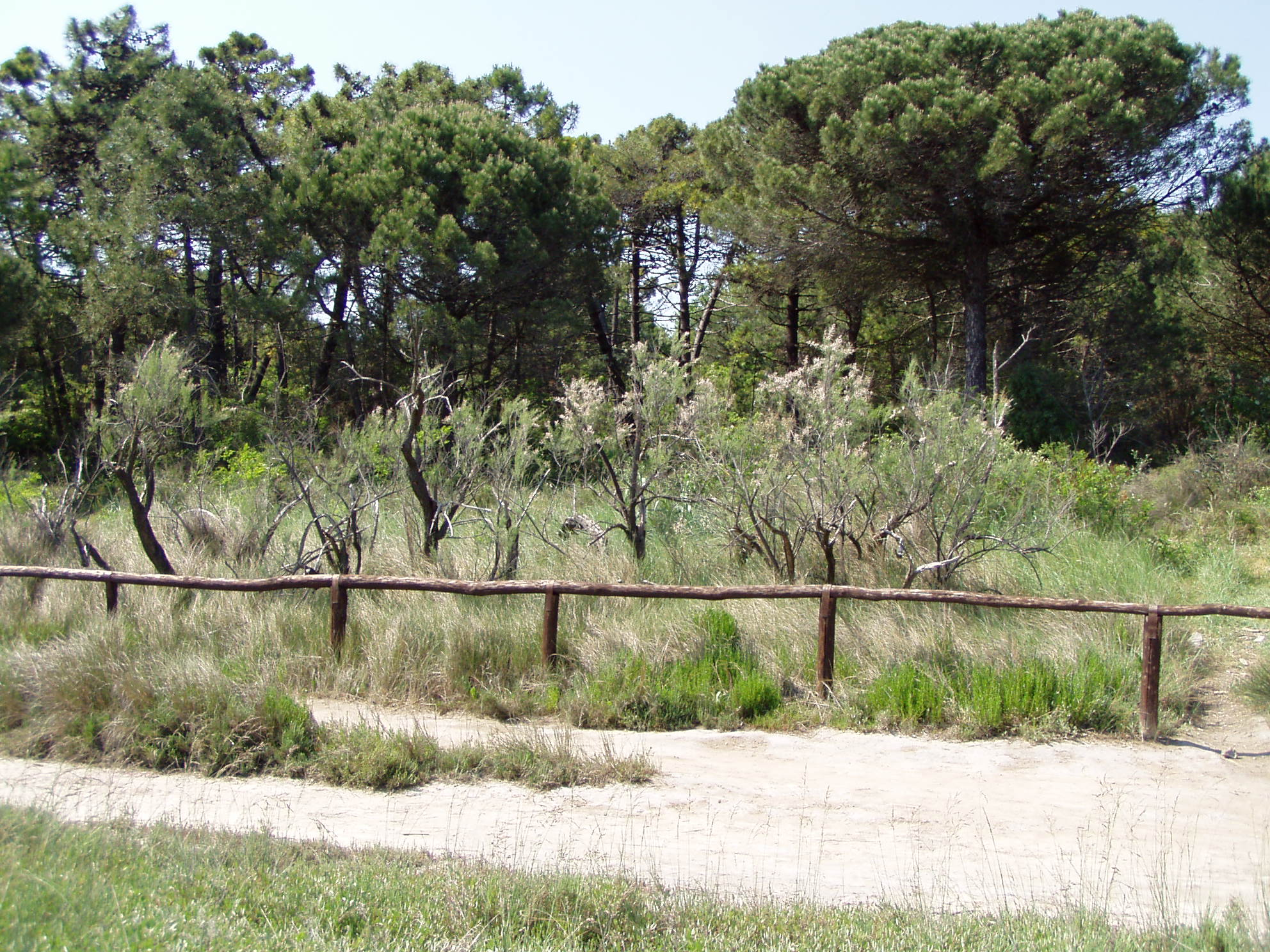
Sentiero frontistante la laguna
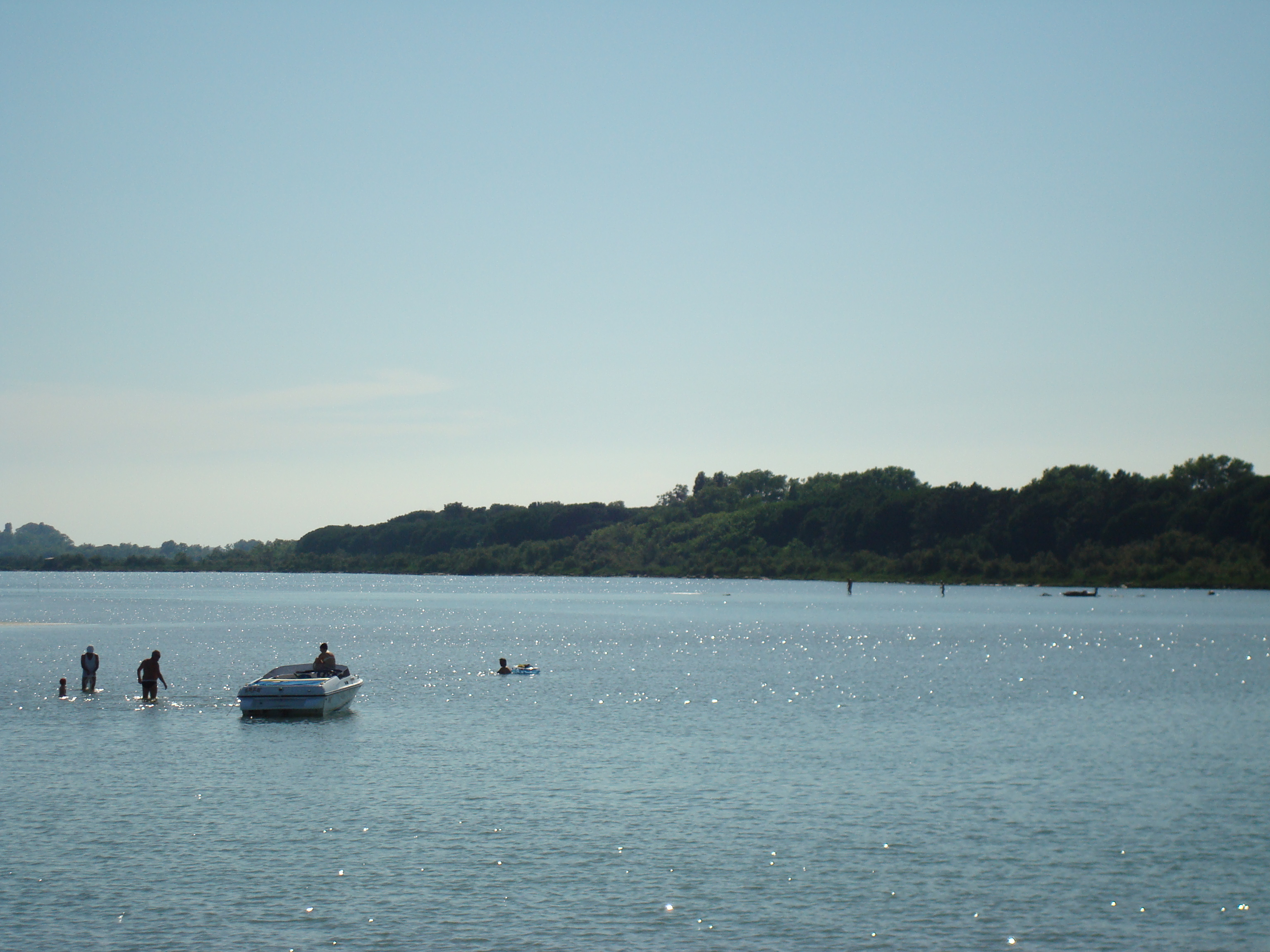
La laguna vista dal porto
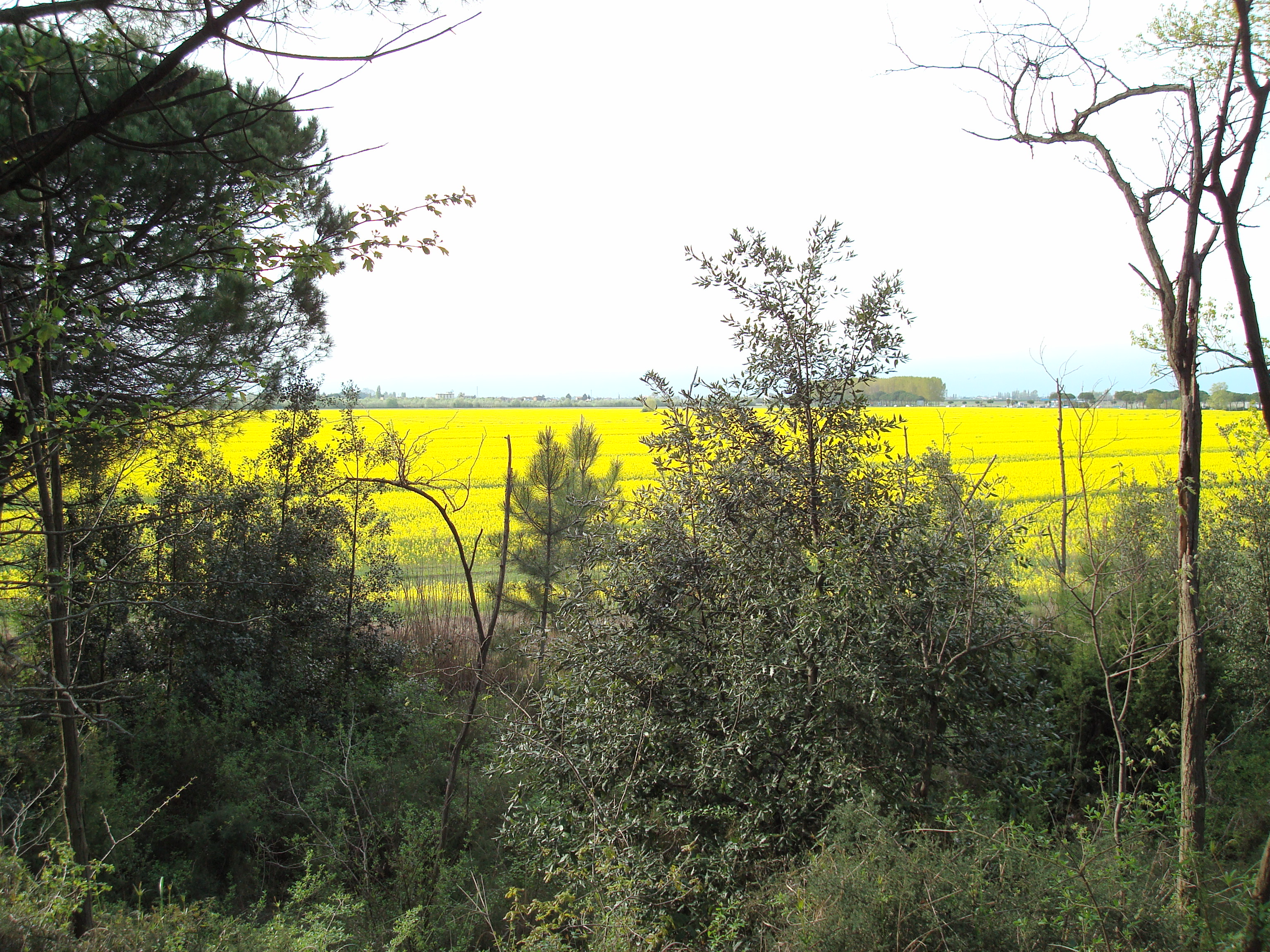
La campagna alle spalle della laguna